# Приключения последнего Абенсерага
«Приключения последнего Абенсерага» (фр. Les aventures du dernier Abencerage) — повесть Шатобриана на сюжет из испано-мавританской истории, изданная в Лондоне в 1826 году.
Сюжеты из истории Абенсерахов разрабатывали с середины XVI века Антонио де Вильегас, Хинес Перес де Ита, Мадлен де Скюдери, Джон Драйден, Мари Мадлен де Лафайет, а во времена Шатобриана — Ян Потоцкий и Вашингтон Ирвинг. В апреле 1813 в Париже была поставлена опера Луиджи Керубини «Абенсераги, или Гренадское знамя» (Les Abencérages, ou L'Étendard de Grenade), в основу либретто которой была положена пастораль Флориана «Гонзальв Кордуанский, или Отвоеванная Гренада» (Gonzalve de Cordoue, ou Grenade reconquise, 1791). Интерес к Испании, «стране романтики par excellence», оживился в начале XIX века, в связи с упорным сопротивлением, которое эта страна оказала наполеоновской агрессии. В свою очередь, Египетская экспедиция дала новый толчок разработке восточной тематики в европейской беллетристике.
Шатобриан написал свою новеллу под впечатлением посещения Гранады и Альгамбры на обратном пути из своего восточного путешествия, а также под влиянием романа Переса де Иты «История вражды Сегри и Абенсерахов», изданного во Франции в 1809, из которого он сделал прямые заимствования. По его словам, писать он начал в то время, «когда руины Сарагосы ещё дымились», и имперская цензура не пропустила бы в печать сочинение, прославляющее доблесть испанского народа.
Преувеличивая и романтизируя храбрость испанцев, Шатобриан пишет:

Непреклонно мужественные, безгранично стойкие, неспособные склониться перед судьбой, испанцы либо одерживают над ней победу, либо погибают, поверженные в прах. Они не отличаются особой живостью ума, но вместо этого светоча, зажженного богатством и утонченностью мыслей, у них есть неукротимые страсти. Испанец, который за день не вымолвит слова, который ничего в жизни не видел, ничего не хочет увидеть, ничего не читал, ничему не учился, ничего не сравнивал, черпает в величии своих чувств силы, необходимые, чтобы достойно выдержать любое испытание.— Шатобриан. Приключения последнего Абенсерага
В начале новеллы Шатобриан пересказывает известную легенду о словах, сказанных эмиру Боабдилю матерью после его бегства из Гранады: «Плачь как женщина, раз не мог сражаться как мужчина».
По сюжету новеллы благородная семья Абенсерагов, утратившая свою испанскую родину после завоевания христианами Гранады, переселилась в окрестности Туниса, основав поселение у развалин Карфагена. На новом месте из бесстрашных воинов они превратились в умелых врачевателей, но непривычный климат, условия жизни и тоска по родине за четверть века свели в могилу почти всех представителей рода. Последний отпрыск некогда могущественной семьи — 22-летний Абен-Амет решил отправиться в Испанию, чтобы исполнить некий тайный замысел. Встреча с прекрасной Бланкой, происходившей из славного, но пришедшего в упадок рода Родриго Диаса де Вивара, нарушила его планы. Молодые люди полюбили друг друга, но так как ни один не желал изменить своей вере, а межконфессиональные браки в то время не практиковались, перед их союзом встало труднопреодолимое препятствие.
Дело осложнялось тем, что Бланка также являлась последней в своем роду; её брат Карлос, суровый воин, соратник Эрнана Кортеса и участник битвы при Павии, предпочел радостям семейной жизни мантию и плащ рыцарского ордена Калатравы. Он хотел бы выдать сестру за доблестного французского дворянина де Лотрека, племянника знаменитого Оде де Фуа, попавшего в плен при Павии.
На протяжении всей новеллы эти четверо состязаются друг с другом в благородстве, вплоть до наступления развязки, также выдержанной в романтически-сентиментальном духе. Образ «благородного мавра», способного руководствоваться идеалами рыцарской этики, позаимствован автором у Переса де Иты и соотносится с сюжетами романов Вальтера Скотта «Обрученная» и «Талисман», вышедших годом ранее.
В 1893 по мотивам новеллы была поставлена опера Джакомо Сетаччоли «Последний из Абенсерагов» (L’ultimo degli Abenceragi).